# Integració social
S'entén com integració social tot procés dinàmic i multifuncional que possibilita a les persones que es troben en un sistema marginal, a participar en el nivell mínim del benestar social i vital assolit en un determinat país. És la manera d'ajudar a les persones a formar part d'un grup social. L'integrador social, com a figura professional dins d'un equip interdisciplinari, és el que desenvolupa accions per tal de detectar les necessitats i prevenir o millorar situacions de persones en risc d'exclusió social. Les primeres expressions es troben en actituds d'acolliment i atenció al llarg de tota la història. Aquestes, en els seus inicis es desenvolupaven en l'àmbit familiar i veïnal. L'acció social es donava en forma de caritat i solidaritat amb els més pròxims.

## Finalitat de la integració social
- La finalitat en la integració social és demostrar l'impacte positiu que pot causar dins d'una societat, comunitat, nucli familiar o perspectiva social, el fet d'interaccionar amb col·lectius en risc d'exclusió o marginalitat; oferint eines, suport i oportunitats per a potenciar el desenvolupament de la mateixa autonomia i reconeixement social.
- Acompanyar a les persones que manifestin un seguit de necessitats les quals s'han de resoldre.
- Informar a la població de les ajudes i prestacions que ofereixen els serveis socials.
- Observar i avaluar context i comportaments dels col·lectius que es troben en situació d'exclusió social.
- Atendre i intervenir en les persones o col·lectius responent a les necessitats socials dels individus vulnerables a la marginalitat i l'exclusió social.
- Planificar i dur a terme programes d'inclusió utilitzant la metodologia adequada en funció del col·lectiu.
- Fomentar i garantir les relacions de convivència.
- Promoure i garantir la inclusió dins de la realitat social proporcionant els recursos disponibles.
- Assolir una igualtat social i legitimitat pública.

Per arribar a les finalitats esmentades, l'integrador caldrà incidir en els següents aspectes, que representen els riscos que poden portar a una situació de marginalitat i/o exclusió social:
- Economia: Disposar d'uns ingressos baixos que dificulten les possibilitats per accedir a la renda.
- Dret de ciutadania: No tenir accés als drets ciutadans. En alguns casos es depèn de la relació familiar per accedir als drets de ciutadania.
- Minories ètniques: Pertànyer a un col·lectiu ètnic estigmatitzat.
- Formació: Tenir un baix nivell formatiu, no tenir accés i possibilitat per a competir dins del mercat laboral.
- Àmbit laboral: Baixa qualificació de les ofertes de treball en mercats no regulats, condicions laborals precàries, trajectòries laborals intermitents, tenir una edat no preferent per al mercat laboral, desigualtats salarials.
- Familiars: Responsabilitat desigual en la cura de persones dependents. Dificultats per accedir a les ajudes socials. Pertànyer a un model de família diferent de l'hegemònic. Realitzar feines poc valorades.
- Habitatge: Dificultats per obtenir i mantenir un habitatge digne, viure a barris marginals –guetos- o zones degradades.
- Salut: Dificultats d'accés als recursos i en la comunicació amb els serveis sanitaris.
- Oci i societat: No gaudir de la possibilitat per accedir a espais d'oci i relacions socials. Els col·lectius estigmatitzats poden tenir dificultats a l'hora de relacionar-se.

## Entorn d'intervenció del TIS
- Tècnic de programes de prevenció i inserció social.
- Educadora d'equipaments residencials de diferents tipus.
- Treballador/a familiar.
- Auxiliar de tutela.
- Tècnic d'integració social.
- Educador/a d'educació especial.
- Monitor/a de persones amb discapacitat.
- Tècnic de mobilitat bàsica.
- Mediador/a ocupacional i / o laboral.
- Mediador/a comunitària i /o intercultural.
- Tècnic en ocupació amb suport.
- Tècnic d'acompanyament laboral.
- Monitor/a de rehabilitació psicosocial.[1]

###### Programes específics d'atenció
- Centres educatius.
- Centres penitenciaris.
- Residències per a la tercera edat.
- Pisos tutelats per a la reinserció social.
- Serveis d'ajuda a domicili (SAD).
- Serveis d'acolliment i recuperació per a dones que han patit violència de gènere.
- Centres de protecció per infants i adolescents (CRAE, CRAI)
- Servei Ocupacional d'inserció (SOI).

## Formació en Integració Social
La formació es realitza mitjançant el Cicle Formatiu de Grau Superior que rep el mateix nom. Aquest té una durada de dos anys i una totalitat de 14 mòduls formatius: 
Primer any
- M1 Context de la intervenció social.
- M2 Metodologia de la intervenció social.
- M3 Promoció de l'autonomia personal.
- M7 Suport a la Intervenció Educativa.
- M9 Habilitats socials.
- M10 Primers auxilis.
- M11 Formació i orientació laboral.

Segon any
- M4 Inserció sociolaboral.
- M5 Sistemes augmentatius i alternatius de comunicació.
- M6 Atenció a les unitats de convivència.
- M8 Mediació comunitària.
- M12 Empresa i iniciativa emprenedora.
- M13 Projecte d'integració social.
- M15 Acollida de migrants.
- Formació en centres de treball.

### Centres educatius per a la formació d'integració social

#### Barcelonès
- Institut Ferran Tallada.
- Institut Miquel Tarradell.
- Institut Salvador Seguí.
- Bemen 3.
- Ceir - Arco Aragó.
- Ceir - Arco Villarroel.
- Institut Eugeni d'Ors.
- Joan Maragall.
- Institut Can Vilumara.
- Institut La Bastida.

#### Maresme
- Institut Maremar.
- Institut Josep Puig i Cadafalch.
- Institut Joan Coromines.

### Capacitats del tècnic en integració social
- Analitzar diferents casos dins d'un col·lectiu minoritari.
- Obtenir informació sobre diferents casos per tal del desenvolupament d'un programa, un projecte o una activitat d'intervenció.
- Elaborar programes d'intervenció. Organitzar i gestionar els recursos humans, materials i econòmics de la intervenció.
- Mantenir organitzada la informació i la documentació d'intervenció.
- Avaluar programes i activitats d'integració social empresos.
- Supervisar les tasques de manteniment de la llar amb una unitat de convivència assignada.
- Assumir durant el desenvolupament de les activitats i per a l'obtenció de la seva autonomia domèstica, aportant Informació i adaptant-la a les circumstàncies detectades.
- Realitzar la gestió del domicili de la unitat de convivència assignada.
- Dirigir i supervisar les activitats seguint les instruccions rebudes i les normes de seguretat establertes.
- Donar suport als usuaris.
- Instruir els assistits sobre les habilitats bàsiques d'autonomia personal i social, donant suport a l'organització de les seves activitats quotidianes i el desenvolupament de les seves relacions socials i/u laborals.
- Actuar segons el pla de seguretat i higiene establert. Determinar les línies d'actuació que permetin valorar la inserció ocupacional de l'assistit, dins d'un programa d'inserció establert. Comprovar sobre el terreny la idoneïtat de les activitats empreses i l'adequació del lloc de treball o de la situació escolar a les necessitats i característiques de l'assistit. Instruir i assessorar l'assistit o als seus familiars sobre les responsabilitats i accions que han de desenvolupar en l'entorn ocupacional, així com de les gestions o requisits necessàries per assegurar la seva inserció ocupacional

## Codi deontològic
No existeix consens en el codi deontològic de l'integrador social. Com a mostra, l'Associació TISOC recull aquests principis:

### Competències
- En la seva relació amb la persona, guardarà un tracte igualitari sense discriminació per raó de sexe, edat, religió, ideologia, ètnia, llengua o qualsevol altra diferència.
- En la seva intervenció social evitarà l'ús de mètodes i tècniques que atemptin contra la dignitat de les persones i l'ús de nocions i termes que puguin generar etiquetes discriminatòries.
- En la seva intervenció tindrà en compte la decisió de la persona o del seu representant legal. Això inclou la finalització de la intervenció a partir de la voluntarietat en les persones majors d'edat i emancipades.
- En el procés d'intervenció, evitarà tota relació amb les persones que transcendeixi, més enllà, de la relació professional i suposi una dependència afectiva o íntima.
- Ha de conèixer la situació concreta de l'entorn més proper, sigui familiar o grup, tant si la intervenció social es realitza amb ells i elles en el seu conjunt, com si es porta a terme amb algun dels seus membres.
- Potenciarà els recursos personals i socials de tots els membres de l'entorn més proper i d'aquest en el seu conjunt perquè col·labori, en la mesura de les seves possibilitats, en l'abordatge i la resolució de les situacions plantejades. En aquest sentit, coneixerà les xarxes i serveis comunitaris que puguin complementar la seva tasca, així com la forma d'activar-los i complementar-los, amb la feina que estigui realitzant.
- Mantindrà sempre una rigorosa professionalitat en el tractament de la informació:

1. Tindrà dret a rebre tota la informació relativa a les persones amb les quals intervingui.
2. Haurà de preservar la seva confidencialitat.
3. Serà conscient de quina és la informació rellevant que necessita obtenir de les mateixes persones i / o del seu entorn.
4. Transmetrà, únicament, informació veraç i contrastada, separant en tot cas informació de valoracions, opinions o pronòstic.
5. Quan hagi de transmetre aquesta informació ho farà amb coneixement del subjecte de l'acció, el seu representant o tutor i, si és possible, amb el seu consentiment.
6. No podrà, en cap cas, aprofitar-se per a benefici personal o de tercers de la informació privilegiada o del coneixement de situacions o de la posició que li proporciona la seva situació.

## Marc normatiu dels serveis socials a Catalunya
Els serveis socials són les intervencions públiques que realitzen els professionals d'aquest sector per donar una resposta que millori el benestar i la qualitat de vida. Tenen com a objectiu garantir la inclusió d'aquelles persones que es trobin en situació de vulnerabilitat, fomentant l'autonomia i el desenvolupament de les capacitats personals dins d'un marc de respecte per la dignitat de les persones. «Preambul III de la Llei 12/2007 de serveis socials.»
El desenvolupament normatiu dels serveis socials a Catalunya s'inicia amb l'Estatut d'autonomia de Catalunya de 1979, que en l'article 9.25 atribuïa a la Generalitat la competència exclusiva en matèria “d'assistència social”, la qual cosa va induir el traspàs dels serveis de l'Estat en matèria de sanitat i serveis socials mitjançant el Reial Decret 1949/1980, del 31 de juliol. Amb l'objectiu de desenvolupar el Sistema català de serveis socials, el Parlament de Catalunya ha aprovat diverses lleis, algunes de les quals, com la Llei 26/1985, de 27 de setembre, de serveis socials o la Llei 4/1994, d'administració institucional, descentralització, desconcentració i coordinació del Sistema català de serveis socials, ja han estat derogades per altres lleis posteriors.
«La Llei 12/2007, d'11 d'octubre», situa el Sistema català de serveis socials dins el conjunt de l'estat del benestar: “Els serveis socials són un dels sistemes de l'estat del benestar, conjuntament amb la seguretat social, el sistema de salut, el sistema d'educació, les polítiques per a l'ocupació, les polítiques d'habitatge i altres actuacions públiques” (Preàmbul, III).
«Llei 7/1985, del 2 d'abril, reguladora de les bases del règim local»
«Declaració universal dels drets humans, del 10 de desembre de 1948»
«Article número 25 de la Declaració Universal, dret a la salut i el benestar»
«Carta social europea, 18 de octubre de 1961 (Turín). Consell d'Europa (Estrasburg).»
«Article número 14, dret als beneficis dels serveis socials.»
«La Constitució espanyola configura un estat de dret democràtic, social i autonòmic (art. 1 i 2).»